# Lorenz Gawol

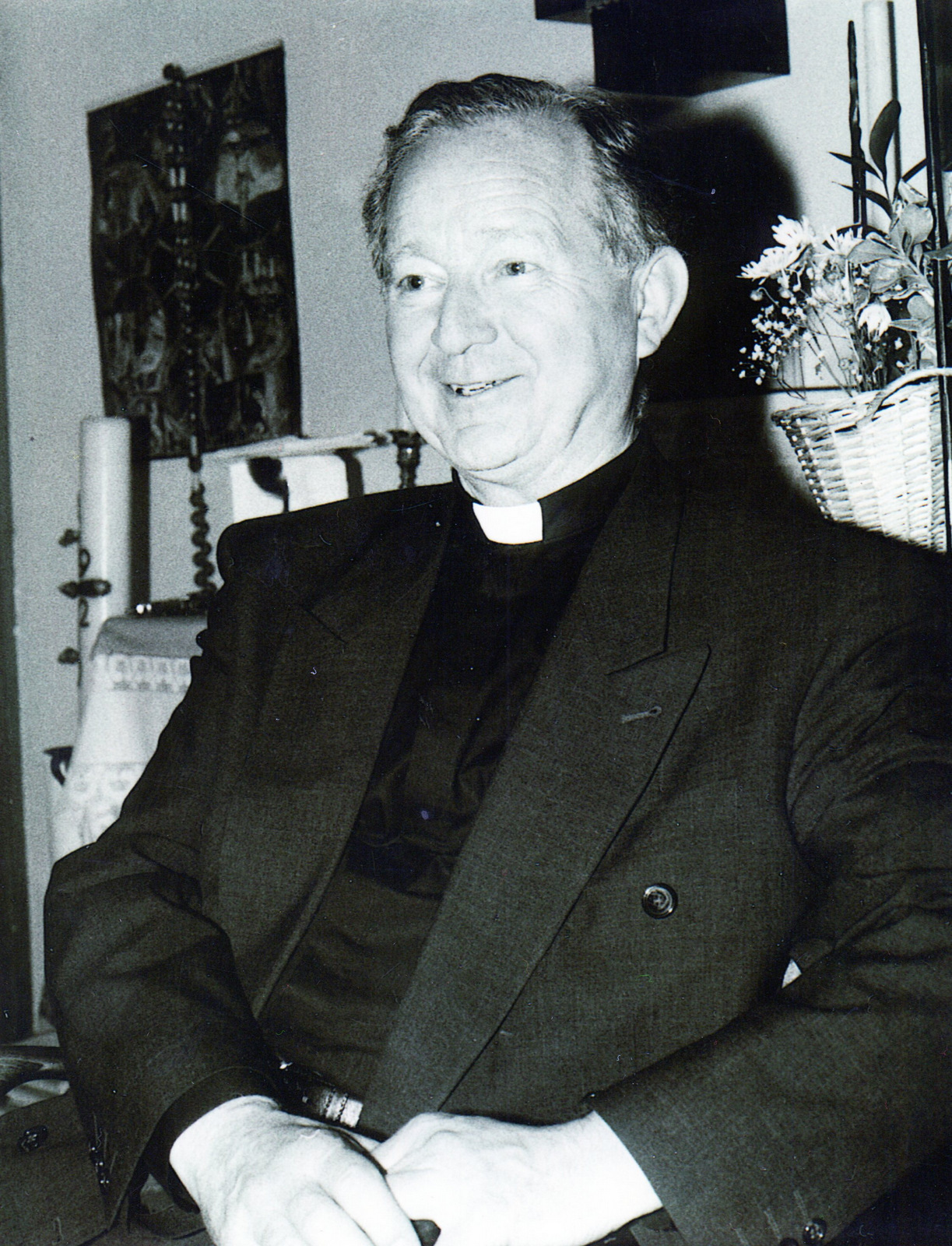
Lorenz Gawol

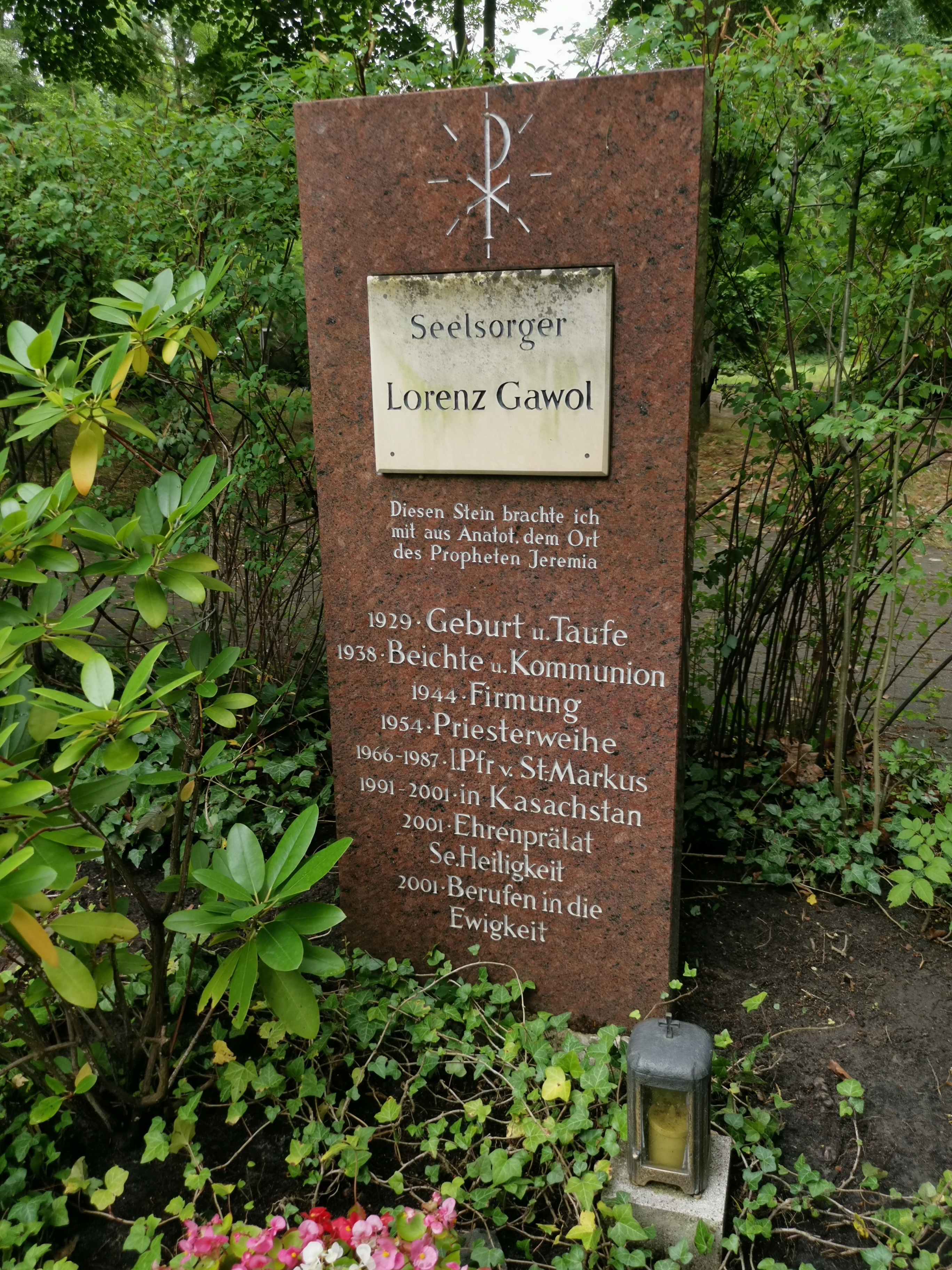
Grab auf dem Friedhof der St.-Matthias-Gemeinde (Pfarrergräber) in Berlin-Tempelhof

Lorenz Gawol (* 6. August 1929 in Neuruppin; † 2. November 2001 in Berlin-Lankwitz) war ein römisch-katholischer Priester in Berlin, Seelsorger in Kasachstan und Gründer des Schulprojektes Sankt Lorenz in Kornejewka in Nordkasachstan.

## Leben
Lorenz Gawol ist am 6. August 1929 in Neuruppin geboren. Um nach dem Krieg den willkürlichen Verhaftungen durch die Rote Armee zu entgehen, wechselte Lorenz Gawol im Februar 1947 nach Westberlin und legte im Juni 1948 am Canisius-Kolleg die Reifeprüfung ab. Anschließend begann er ein Theologiestudium an der Hochschule Sankt Georgen bei Frankfurt am Main, in Innsbruck, Fulda und Erfurt. Dann trat er ins Priesterseminar Neuzelle ein. 1954 wurde er von Bischof Wilhelm Weskamm zum Priester für die Erzdiözese Berlin geweiht. Es folgte eine Tätigkeit als Kaplan an St. Ludwig (Berlin-Wilmersdorf), 1957 als Kaplan an der Kirche Maria, Hilfe der Christen in Berlin-Spandau, 1961 als Kaplan an der Rosenkranz-Basilika (Berlin-Steglitz), 1965 als Kaplan an Hl. Familie in Berlin-Lichterfelde. 1966 wurde er von Alfred Kardinal Bengsch zum Kuratus der neu gegründeten St. Markus-Gemeinde in Berlin-Falkenhagener Feld ernannt, ein Jahr später zum ordentlichen Pfarrer der Gemeinde, die er in dieser Funktion bis 1987 leitete und maßgeblich prägte. 1969 wurde er Stellvertreter des Dekans im Dekanat Spandau.
1986 wurde er zum Krankenhaus-Dekan in Berlin (West) berufen. Ab 1991 war er für die Krankenhausseelsorge des gesamten Bistums zuständig; unmittelbar tätig war er als Krankenhaus-Seelsorger am Universitätsklinikum in Berlin-Steglitz.
Bereits 1988 wurde er zum Diözesanpräses des Deutschen Vereins vom Heiligen Lande berufen und zum Päpstlichen Ehrenkaplan ernannt.
Am 1. November 1991 beurlaubte ihn Georg Kardinal Sterzinsky für die Seelsorge der Wolgadeutschen in der Apostolischen Administratur Kasachstan für die Gläubigen des byzantinischen Ritus. In den folgenden zehn Jahren wirkte er in Kasachstan, wo er nach eigenen Angaben mehr als 3000 Menschen getauft hat. In Tonkoshurovka war Gawol der erste Priester nach 63 Jahren und gründete dort die katholische Pfarrei St. Lorenz. 1996 initiierte er in Korneevka das Schulprojekt St. Lorenz. 1999 wurde er zum Generalvikar des Apostolischen Administrators von Astana berufen und zum Caritasdirektor ernannt. Am 30. Juni 2001 wurde er von seinen Ämtern emeritiert und auf besondere Bitte des vatikanischen Botschafters für Kasachstan, Erzbischof Marian Oles, aufgrund seiner Verdienste um den Neuaufbau der katholischen Kirche in dem mehrheitlich muslimischen Land mit dem Titel eines Päpstlichen Ehrenprälaten ausgezeichnet.
Gawol starb am 2. November 2001 in Berlin-Lankwitz an einer Krebserkrankung und wurde am 12. November 2001 in Berlin-Mariendorf auf dem St.-Matthias-Friedhof beigesetzt.

## Schulprojekt Sankt Lorenz

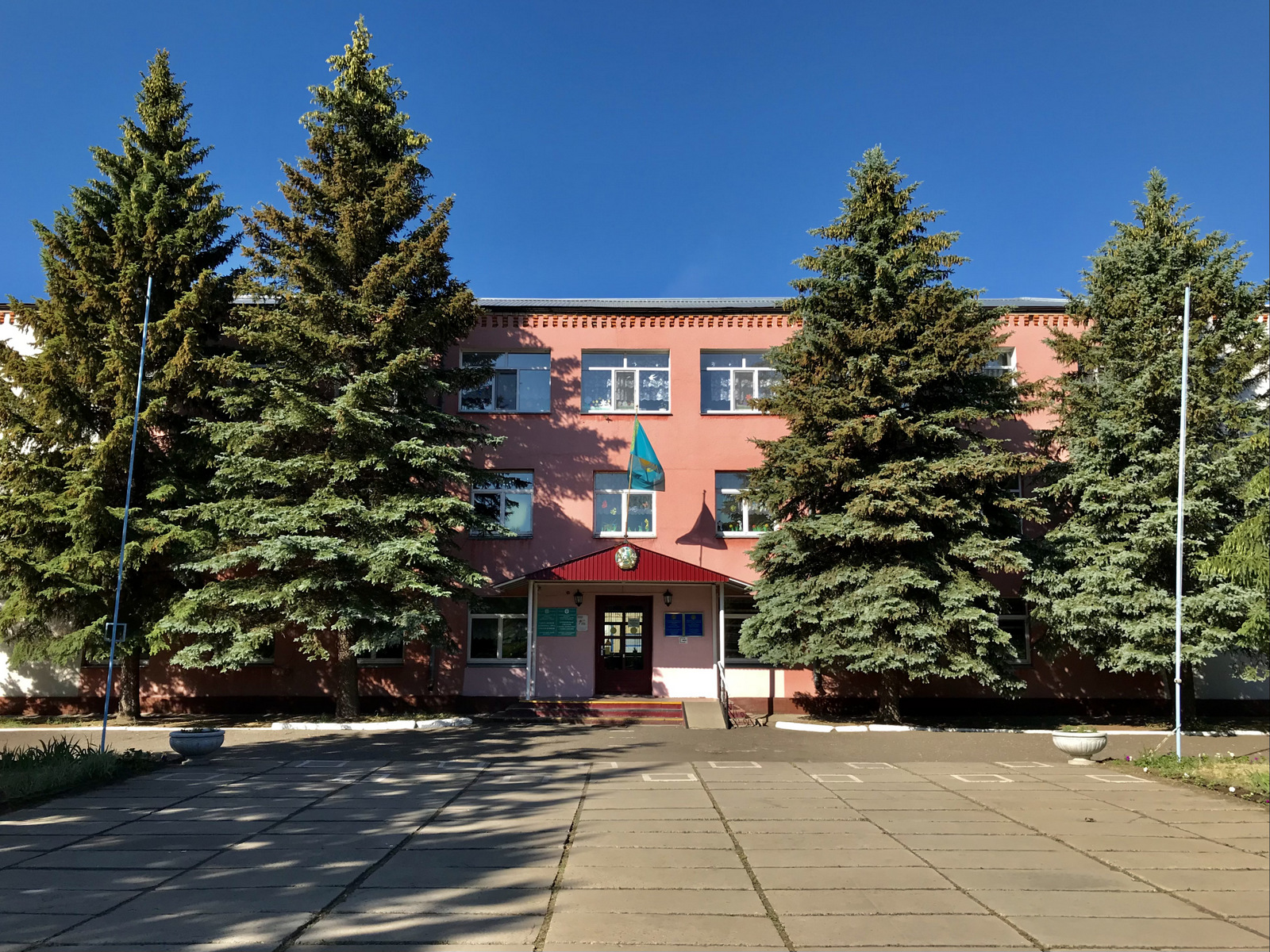
Das von Lorenz Gawol gegründete Schulprojekt in Korneevka

Am 13. Mai 1996 gründete Gawol im Dorf Korneevka das Schulprojekt Sankt Lorenz, das er nach seinem Namenspatron benannte. Die offizielle Genehmigung zum Start einer privaten Grundschule unter dem Titel Christliche Schule St. Lorenz wurde am 22. Mai 1996 erteilt, zunächst auf fünf Jahre. Bereits ab 1995 wurde Gawol bei der Vorbereitung der Gründung von den Franziskanerinnen von Vöcklabruck unterstützt. Im Jahr 2000 übergab er die Leitung des Schulprojekts an die Ordensgemeinschaft der Diener Jesu und Mariens. Bei seinem Tod 2001 hinterließ er an die Schule ein geistiges Testament: „Das beste Fundament eines jeden Lebens sind die Wahrheit und die Liebe.“
Die Schule will nach eigenen Angaben eine gute Ausbildung mit einem christlichen Menschenbild ermöglichen. Ökumene und Interreligiosität sind gelebte Wirklichkeit im Schulalltag. Das Projekt umfasst Kindergarten, Gymnasium (inkl. Volksschule und Mittelschule) und Internat sowie eine Privatschule für Zusatzausbildung in Ethik, Fremdsprachen, kreativen Fächern und Sport. Das Konzept des Ethik- und Religionskundeunterrichts an der Schule wurde vom kasachischen Erziehungsministerium inzwischen landesweit übernommen. Seit 2008 kann an der Schule das Deutsche Sprachdiplom (DSD) erworben werden. Gleichzeitig wurde die Schule Teil des PASCH-Netzwerks, das vom Auswärtigen Amt der Bundesrepublik Deutschland koordiniert wird. Seit 2012 studieren Absolventen von St. Lorenz in Kasachstan, Russland, Österreich und Deutschland. Die Hilfsorganisation Ein Herz für Kinder unterstützte die energetische Sanierung des gesamten Gebäudekomplexes.
Das Projekt Sankt Lorenz ist in Kasachstan das einzige Gymnasium und die einzige DSD-Schule, die in einem Dorf angesiedelt ist, um die Landbevölkerung zu unterstützen. Stand Oktober 2021 bietet die Schule knapp 200 Kindern und Jugendlichen einen Lernort von der Vorschule bis zum Gymnasium.